# Martin Liddle
Martin Wilfred John Liddle (ur. 19 czerwca 1978) – nowozelandzki zapaśnik walczący przeważnie w stylu wolnym. Olimpijczyk z Sydney 2000, gdzie zajął dziewiętnaste miejsce w kategorii 54 kg.
Zajął 25 miejsce na mistrzostwach świata w 2001. Siódmy na igrzyskach Wspólnoty Narodów w 2002. Pięciokrotny medalista mistrzostw Oceanii w latach 1998 - 2001.
- Turniej w Sydney 2000

Przegrał z Jin Ju-dongiem z Korei Północnej i Namiqiem Abdullayevem z Azerbejdżanu.